# Àstrid de Bèlgica
Àstrid de Bèlgica, arxiduquessa d'Àustria (Castell del Belvedere (Palau de Laeken) 1962). Princesa de Bèlgica amb el tractament d'altesa reial que arran del seu matrimoni ostenta els títols d'arxiduquessa d'Àustria, princesa d'Hongria i de Bohèmia i duquessa de Mòdena amb el doble tractament d'altesa reial i imperial.
Nascuda al Castell del Belvedere, a l'interior del complex del Palau de Laeken, el dia 5 de juny de 1962, essent filla del rei Albert II de Bèlgica i de la princesa Paola Ruffo di Calàbria. Àstrid era neta per via paterna del rei Leopold III de Bèlgica i de la princesa Àstrid de Suècia; mentre que per via materna ho era del príncep Fulco Ruffo di Calàbria i de la comtessa Luisa Gazelli di Rossana e di Sebastiano. La princesa fou apadrinada pel príncep Fabrizio Ruffo di Calàbria i per la princesa Josepa Carlota de Bèlgica, gran duquessa de Luxemburg.
El dia 22 de setembre de 1984 contragué matrimoni a Brussel·les amb l'arxiduc Llorenç d'Àustria-Este, fill de l'arxiduc Robert d'Àustria-Este i de la princesa Margarida de Savoia-Aosta. Llorenç és el present cap de la Casa Ducal de Mòdena i de la branca de la casa imperial dels Àustria-Este. Des de 1995, Llorenç és també, príncep de Bèlgica. La parella té cinc fills:
- Amadeu d'Àustria-Este, nat a Brussel·les el 1986.

- Maria Laura d'Àustria-Este, nada a Brussel·les el 1988.

- Joaquim d'Àustria-Este, nat a Brussel·les el 1991.

- Lluïsa d'Àustria-Este, nada a Brussel·les el 1995.

- Letícia Maria d'Àustria-Este, nada a Brussel·les el 2003.

La princesa és l'actual presidenta de la Creu Roja de Bèlgica. És una de les membres més actives de la Casa Reial. A part de les seves funcions com a membre de la família reial belga, la princesa és, per casament, duquessa de Mòdena i membre de la família imperial austriaca.
Com a conseqüència de la solteria del Duc de Brabant i del conservadorisme polític i social del príncep hereu, la princesa Àstrid fou, per gran part de la classe política i per diversos membres de la Casa Reial, una ferma candidata a substituir el príncep hereu en la línia de successió a la Corona de Bèlgica.